# In mezzo scorre il fiume (libro)
In mezzo scorre il fiume è un romanzo semi-autobiografico dello scrittore statunitense Norman Maclean, pubblicato nel 1976. Dal libro è stato tratto il film In mezzo scorre il fiume.

## Trama
Il libro è ambientato nel Montana dei primi anni venti. Due fratelli sono cresciuti dal padre, un pastore presbiteriano, che li educa al culto di Dio e alla pratica della pesca con la mosca, sostenendo come i pescatori di Galilea e lo stesso apostolo Giovanni pescassero con la mosca.

## Adattamenti cinematografici
Dal libro è stato tratto il film In mezzo scorre il fiume, uscito nel 1992 per la regia di Robert Redford, con protagonisti Brad Pitt e Craig Sheffer. Il film si è aggiudicato l'Oscar alla migliore fotografia.